# ۵۰ دیدار نخست (فیلم)
۵۰ تا دیدار نخست (به انگلیسی: 50 First Dates) فیلمی است کمدی رمانتیک محصول سال ۲۰۰۴ به کارگردانی پیتر سگال. در این فیلم بازیگرانی همچون آدام سندلر، درو بریمور، راب اشنایدر، شان آستین، لوئیسیا استراس، بلیک کلارک، میسی پایل و دن اکروید ایفای نقش کرده‌اند. این فیلم دومین همکاری مشترک درو بریمور و آدام ساندلر می‌باشد. در ایران فیلم چپ دست به تقلید از این فیلم ساخته شد.

## خلاصه داستان
لوسی ویتمور (درو بریمور) در یک حادثه رانندگی دچار عارضه ای مغزی شده که باعث از دست دادن حافظه کوتاه مدتش گردیده است. لوسی هر روز حافظه اش را از دست می‌دهد. هنری راث (آدام سندلر)یک دامپزشک است که در زمینه حیوانات دریازی فعالیت می‌کند، او قادر به برقراری رابطه ای استوار با هیچ دختری نیست، بطور اتفاقی لوسی را در یک کافه می‌بیند و عمیقا عاشق او میشود. راث هر روز سعی می‌کند تا به او کمک کند تا حافظه‌اش را بازیابد و روزهای گذشته که با هم بوده‌اند و  لوسی از یاد برده را به یادش بیاورد و…